# Alpinia apoensis
Alpinia apoensis är en enhjärtbladig växtart som beskrevs av Adolph Daniel Edward Elmer. Alpinia apoensis ingår i släktet Alpinia och familjen Zingiberaceae. Inga underarter finns listade i Catalogue of Life.